# Bollebygd
Bollebygd er et byområde i Bollebygds kommun i Västra Götalands län i Sverige. I 2010 var indbyggertallet 3.566.